# Gunjaci
Gunjaci (cyr. Гуњаци) – wieś w Serbii, w okręgu kolubarskim, w gminie Osečina. W 2011 roku liczyła 1115 mieszkańców.